# 烘焙酵母

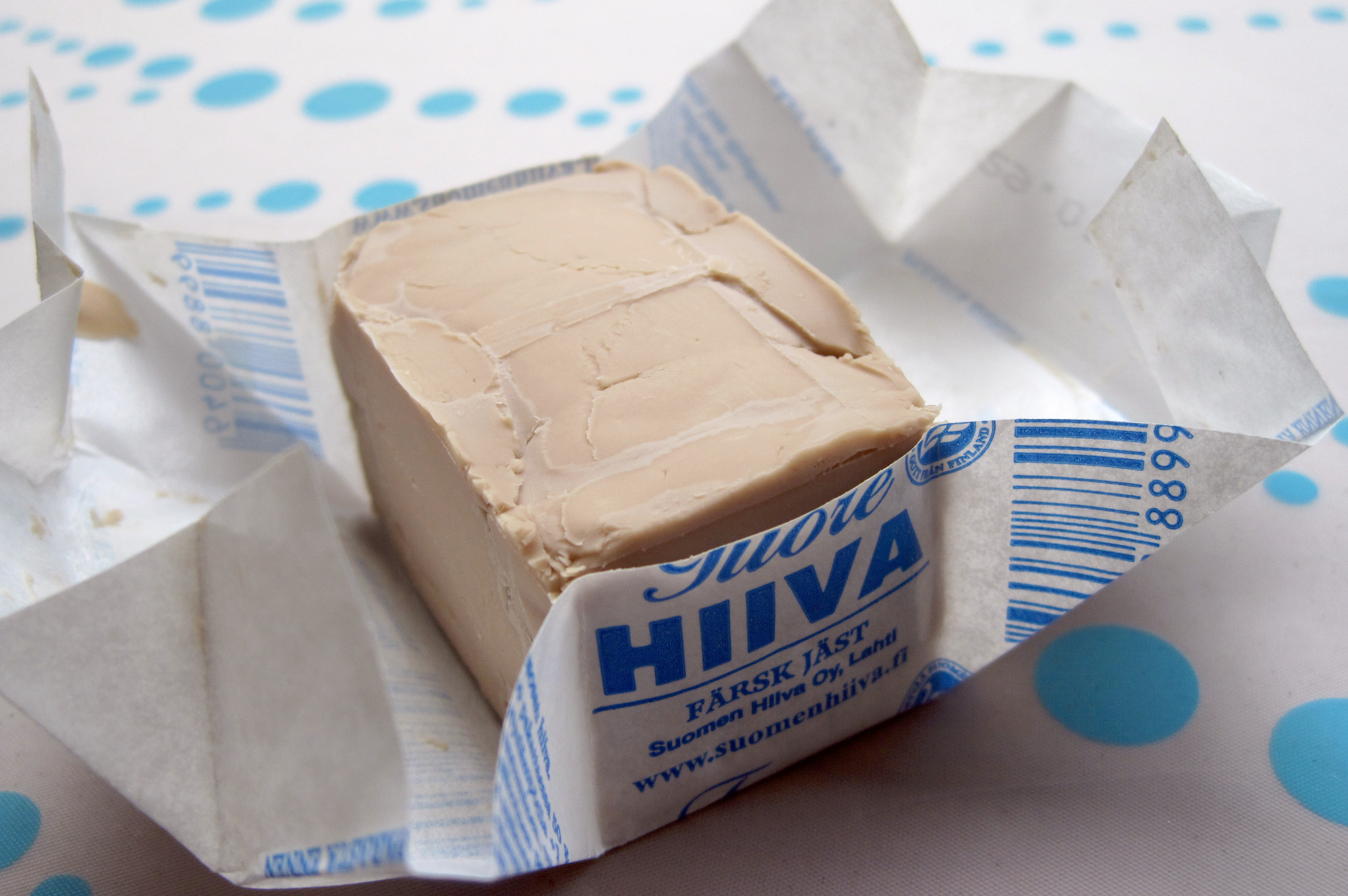
芬蘭市售的烘焙酵母（壓縮酵母）

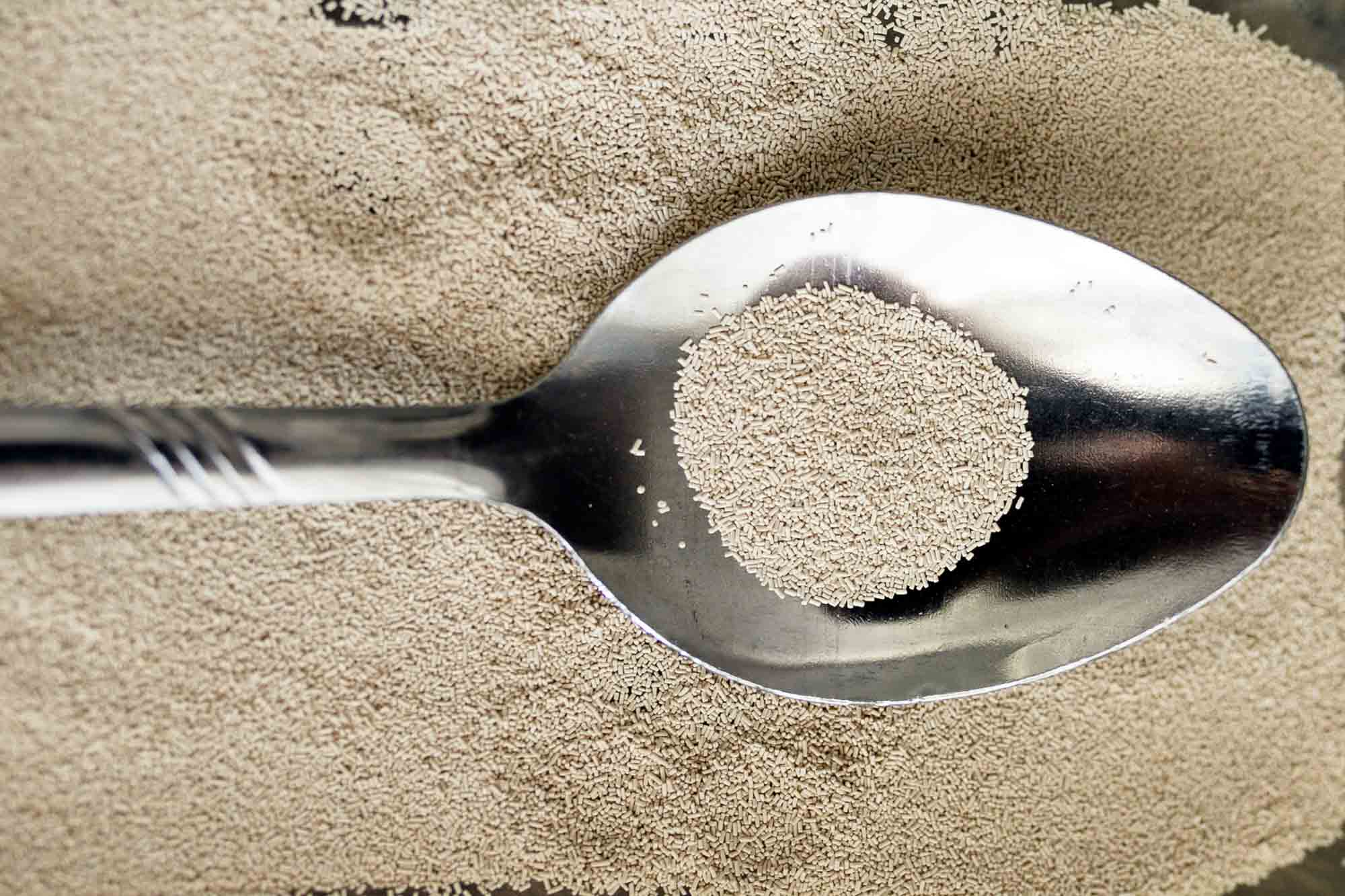
乾燥的烘焙酵母

烘焙酵母泛指可在麵包烘焙過程中被用作膨鬆劑的釀酒酵母菌株。生麵團中的烘焙酵母發酵時可產生二氧化碳，進而造成麵團膨大。烘焙酵母發酵的原料為生麵糰中的葡萄糖，但高糖分會抑制其生長，此外高鹽分或奶油和雞蛋等其他原料中的脂肪也可能抑制烘焙酵母的生長 。
釀酒酵母除用於烘焙外，還有其他菌株可用於釀酒或製作滅活乾燥的營養酵母。絕大多數用於烘焙的酵母都屬於釀酒酵母，但用於烘焙酸麵包的酵母菌種還有哈萨克斯坦酵母属的少孢酵母（過去屬酵母屬）以及扁平云假丝酵母（過去屬念珠菌屬）等。
古埃及即有使用酵母菌來製作麵包的紀錄。19世紀中葉的歐洲開始以蒸餾法生產液態烘焙酵母，1900年左右進一步發展製作固態壓縮酵母（compressed yeast）的技術。